# Psychologie différentielle
Pour les articles homonymes, voir Psychologie (homonymie).
La psychologie différentielle est l'étude des différences psychologiques entre les individus, tant en ce qui concerne la variabilité interindividuelle (entre les individus au sein d'un groupe), que la variabilité intraindividuelle (pour un même individu dans des situations, contextes différents) et la variabilité intergroupe (entre des groupes différents : sexe, milieu social).

## Histoire
Dès l'Antiquité, des considérations sur les différences individuelles sont formulées chez les philosophes (Platon, Aristote) et les médecins (Hippocrate). Ce n'est cependant que vers la fin du XIXe siècle que la variabilité interindividuelle a été l'objet d'une approche scientifique. Admirateur de Charles Darwin dont il est le cousin, Francis Galton se propose d'appliquer à l'espèce humaine la théorie de la sélection naturelle. De cette intention découle son programme de recherche : décrire objectivement la variabilité entre les individus et la mesurer (Galton est l'inventeur des tests mentaux), montrer que cette variabilité est d'origine héréditaire, jeter les bases de l'eugénisme, terme qu'il a créé. Les tests de Galton étaient des relevés de caractères anthropométriques, des mesures de temps de réaction et de l'efficience de processus sensoriels. Les processus élémentaires étaient privilégiés pour des raisons pratiques car faciles à mesurer et surtout pour des raisons théoriques. Dans le cadre du paradigme associationniste alors dominant on considère que la sensation est à la base du psychisme et que les processus supérieurs, les « idées », résultent de la combinaison, de l'association, de sensations.
Tous les contemporains de Galton partagent les mêmes a priori, aussi leurs tentatives de construire un test d'intelligence, objectif poursuivi alors par la plupart des psychologues, se révélèrent peu convaincantes. La situation change avec Alfred Binet (1857-1911) qui présente en 1905 et 1908 un test complètement nouveau destiné à diagnostiquer la débilité mentale. Ce test évalue des processus psychologiques supérieurs (faculté de comprendre, imagination, sens esthétique...). Le test de Binet eut un succès considérable notamment au Royaume-Uni et aux États-Unis. De nombreuses épreuves s'en inspirèrent. Par la suite, la majorité des travaux de psychologie différentielle furent consacrés à la construction d'outils de diagnostic (tests et questionnaires), ce qui amena des développements importants de la psychométrie. Le souci d'application conduisit à s'intéresser à des caractères psychologiques complexes (intelligence et personnalité). Parallèlement, se développait une psychologie générale, dominée par le béhaviorisme, qui se focalisait sur des processus relativement élémentaires. Dans cette perspective on constatait bien une variabilité interindividuelle mais, recherchant des lois générales, on[Qui ?] la considérait comme une source d'erreur.
Depuis quelques décennies, ces deux points de vue se sont rapprochés. La psychologie générale est devenue une psychologie cognitive et ses modèles incluent de plus en plus souvent des paramètres relatifs à la variabilité interindividuelle. Les tests et les questionnaires ont de plus en plus fréquemment une base théorique. Enfin, on considère que les facteurs situationnels et les facteurs individuels sont en interaction.

## Méthodes
L'approche différentielle utilise des méthodologies diverses, tant cliniques qu'expérimentales. Mais elle se caractérise surtout par un souci de réaliser des observations objectives au moyen de tests et de questionnaires et, plus rarement, d'observation du comportement dans des situations naturelles. Les dispositifs d'observation doivent présenter certaines qualités appréciées. Ils doivent permettre de bien distinguer les sujets (sensibilité). Cette différenciation doit être assez stable, c'est-à-dire ne pas trop varier si on observe le sujet à des moments rapprochés ou dans des situations voisines (fidélité). Elle doit surtout être valide ou, en d'autres termes, permettre d'atteindre les objectifs fixés : permettre des diagnostics et des pronostics (validité empirique) ou être susceptible d'être expliquée (validité théorique). On distingue deux courants. À la suite de Galton et des psychologues de l’École anglaise on construit des tests assez brefs pouvant être appliqués collectivement à de nombreux sujets. Les résultats sont analysés au moyen de méthodes statistiques. À la suite de Binet, on préfère utiliser des tests demandant une durée d'application assez longue que l'on applique individuellement et qui permettent une observation plus approfondie de chaque individu.

## Grands thèmes
La variabilité étant un phénomène général, elle concerne toutes les conduites. Deux thèmes ont été privilégiés : l'intelligence, très largement définie, et la personnalité. Dans ces deux domaines, on a cherché à élucider l'origine des différences individuelles et on a procédé à des comparaisons de groupes. La psychologie différentielle s'intéresse également à la variabilité intraindividuelle, chez un même individu au cours du temps.

### Variabilité entre individus: la personnalité
Dans la perspective différentielle, la personnalité est étudiée au moyen de questionnaires permettant de définir des traits relatifs à des classes plus ou moins larges de situations. De très nombreux traits ont été mis en évidence. Actuellement, il existe un consensus pour souligner l'importance de cinq grands traits (les big five) : l'introversion-extraversion, la stabilité émotionnelle, la bienveillance, la conscience (souci de l'ordre, responsabilité) et l'ouverture d'esprit. On a découvert les corrélats biologiques de certains de ces traits. Pendant longtemps, on a cherché à quantifier les effets du milieu et de l'environnement dans la détermination des conduites. À cette fin, on a comparé des jumeaux (jumeaux monozygotes élevés ensemble et élevés séparément, jumeaux monozygotes et jumeaux dizygotes élevés ensemble) et on a procédé à des observations sur les enfants adoptés (comparaison des enfants adoptés et de leurs parents adoptifs, des enfants adoptés et de leurs parents biologiques). Les facteurs héréditaires et les facteurs environnementaux étant en interaction, on a pris conscience qu'il n'était pas possible d'évaluer leur poids respectifs. Actuellement, ces phénomènes d'interaction sont étudiés dans le cadre de la génétique.

### Variabilité entre groupes
Plutôt que de comparer les individus on peut comparer des groupes relativement homogènes. On a surtout procédé à des comparaisons selon le sexe et selon le statut social. Les filles et les femmes réussissent un peu mieux que les garçons et les hommes dans le domaine verbal et un peu moins bien dans le domaine spatial[réf. nécessaire]. Les garçons et les hommes sont un peu plus agressifs et moins sociables que les filles et les femmes[réf. nécessaire]. Ces différences intersexes, lorsqu'elles se manifestent, sont très faibles, beaucoup plus faibles qu'habituellement imaginé (lorsqu'il y a une supériorité masculine on constate souvent que 45 % environ des filles dépassent le garçon moyen)[réf. nécessaire]. On a montré régulièrement que l'efficience cognitive des enfants issus des classes populaires était moindre que celle des enfants issus des classes sociales favorisées. Ce constat a donné lieu à des polémiques sur la validité des mesures d'intelligence. De nombreuses études ont permis de préciser les caractéristiques du milieu familial et des pratiques éducatives les plus favorables au développement intellectuel.

## Applications
L'orientation et la sélection professionnelles ont été les premiers domaines d'application de la psychologie différentielle. On part du principe que des mesures d'aptitudes permettent des conseils d'orientation plus pertinents et des recrutements plus judicieux. Les outils de diagnostic issus de la psychologie différentielle sont fréquemment utilisés dans les approches cliniques en psychopathologie, en psychologie de la santé et en psychologie scolaire. Ils contribuent à l'individualisation des procédures d'intervention (individualisation de l'enseignement par exemple).

## Personnalités
- Francis Galton
- William Stern
- Alfred Binet
- David Wechsler
- Hans J. Eysenck
- Raymond B. Cattell
- Maurice Reuchlin
- René Zazzo
- Robert J. Sternberg